# Rhopalomyia gutierreziae
Rhopalomyia gutierreziae är en tvåvingeart som först beskrevs av Cockerell 1901.  Rhopalomyia gutierreziae ingår i släktet Rhopalomyia och familjen gallmyggor.
Artens utbredningsområde är New Mexico. Inga underarter finns listade i Catalogue of Life.